# Sideroxyleae
Sideroxyleae es una tribu de plantas con flores perteneciente a la familia Sapotaceae.

## Géneros
Tribu Sideroxyleae
- Argania Roem. & Schult.
- Nesoluma Baill.
- Sideroxylon L.